# Mimosa candelabrum
Mimosa candelabrum är en ärtväxtart som beskrevs av Emil Hassler. Mimosa candelabrum ingår i släktet mimosor, och familjen ärtväxter.

## Underarter
Arten delas in i följande underarter:
- M. c. candelabrum
- M. c. joergensenii